# Collegio Pratense
Il Collegio Pratense è stato un collegio universitario per studenti meritevoli ma privi di mezzi dell'Università di Padova fondato dal cardinale Pileo da Prata nel 1394. Il Collegio aveva sede nei pressi della basilica del Santo, motivo per cui era conosciuto anche come Collegio del Santo. Poco utilizzato al di fuori dei documenti fu invece il nome ufficiale del collegio, cioè Collegio dei santi Girolamo e Prosdocimo.
Oltre a fornire cibo e alloggio, il Pratense si distinse grazie alla particolare cura dedicata all'insegnamento. Infatti, fu il primo ad avere una propria biblioteca e a rendere obbligatoria la partecipazione alle disputationes tra gli studenti, caratteristiche successivamente ampiamente imitate. Il collegio è noto anche per aver avuto tra i suoi studenti Girolamo Ortis, figura che ha ispirato lo Jacopo Ortis di Ugo Foscolo.

## Storia
Nell'ottobre del 1394, il da Prata fondò un collegio per studenti universitari svantaggiati, seguendo l'esempio di altre figure ecclesiastiche dell'epoca, come Pietro de' Boatieri fondatore del Collegio Tornacense. L'obbiettivo dichiarato era quello di permettere a tali studenti di "vivere et perseverare in studio, pro acquirendo scientiam". Da Prata affidò la gestione dell'istituto al priore del Collegio dei Giuristi dello Studio Gianlodovico Lambertazzi e al famoso professore di diritto Francesco Zabarella, sotto l'autorità del principe carrarese. Seppure si abbiano notizie che alcuni studenti erano presenti nel collegio già ad inizio quattrocento, esso divento pienamente operativo solo nel 1408 quando troverà la sua sede definitiva nei pressi della basilica del santo in una casa donata da Francesco II da Carrara.
Tra il 1408 ed il 1420 vennero portati avanti degli importanti lavori di radicale trasformazione della struttura. Sostanzialmente ricostruita ex novo, su disegno di Lorenzo da Bologna o di una persona della sua cerchia, la nuova struttura era disposta attorno ad un cortile centrale secondo il modello offerto dal bolognese Collegio di Spagna. In uno scritto del 1416, Michele Savonarola descriveva il collegio parlando di un ampio "cortile di forma quadrata chiuso da un doppio ordine di logge, di 42 comode stanze per gli studenti, di spaziosi locali sia per l'estate che per l'inverno, di un bellissimo portico, e di una loggia spaziosissima per il passeggio", la forma che la struttura mantiene tutt'oggi. Inoltre, lodava la struttura per la sua grandezza, la comodità, la bellezza dell'architettura. Nel 1412, dopo la conclusione di una prima fase di lavori, fu apposta una lapide all'ingresso del collegio. Essa reca lo stemma del da Prata, oltre ad indicare committenza e destinazione della struttura. Lo stemma, è di rosso, a sei gigli d’argento; col capo del secondo. Gli ultimi lavori furono conclusi nel 1484 su commissione dell'allora priore Alvise Anzelieri, quando il porticato e la loggia affacciati sulla via assunsero la forma attuale e gli ambienti furono decorati ad opera di Pietro Calzetta. Alla morte dell'Anzelieri il ruolo di priore verrà assunto da suo nipote Alvise Corner, il quale erediterà anche la casa dello zio nei pressi del collegio e la trasformerà nella Loggia e Odeo Cornaro.
Seppure con delle brevissime interruzioni dovute a guerre, come quella che vide coinvolta Venezia e la lega di Cambrai, l'attività del collegio proseguì in modo sostanzialmente costante fino alla caduta della repubblica Veneta nel 1797. Nel corso dei secoli, il collegio acquistò diverse abitazioni che lo circondavano che vennero adibite all'accoglienza degli studenti. Grazie a tale continuità, ma anche grazie all'attenzione particolare data all'insegnamento, il Pratense divenne uno dei più importanti collegi universitari di Padova insieme al Tornacense e, solo più tardi, al Collegio San Marco. In virtù di tale importanza, il collegio è presente in diverse opere pittoriche pensate per celebrare la storia dell'Università di Padova. Gli è infatti dedicata una lunetta nel ciclo di dipinti realizzati da Fulvio Pendini a decorazione della Galleria del Rettorato del Palazzo del Bo, ma è anche presente fra gli edifici rappresentati nella pittura murale ad opera dello stesso autore che decora l'aula magna del Collegio Gregorianum. Al Collegio Pratense erano particolarmente legati non solo gli studenti provenienti dal Friuli, tanto da far meritare al Pratense il soprannome di Collegio dei Furlani, ma anche gli studenti della nazione polacca.
Sotto le dominazioni francese e austriaca, il Collegio Pratense attraversò un periodo difficile. La struttura venne trasformata in caserma dagli austriaci, per riprendere la sua attività solo nel 1820. Fu nuovamente occupato dai militari nel 1848, quando divenne brevemente sede del Comando del II Battaglione della Guardia Nazionale, e nel 1866, quando ospitò un distaccamento della Guardia Cittadina. Dopo breve tempo, fu concesso agli studenti di ritornare nel collegio, il quale operò sostanzialmente indisturbato per un altro ventennio. Nel 1890, a causa di difficoltà finanziare ma anche della convinzione espressa dalle istituzioni pubbliche che la forma collegiale fosse una forma di assistenza agli studenti antiquata, gli immobili furono venduti e il ricavato fu investito in titoli di Stato. Le rendite generate da questi titoli permisero di istituire otto borse di studio annuali del valore di circa 500 lire ciascuna, destinate agli studenti dell'università. La gestione del patrimonio fu affidata alla Deputazione Provinciale di Padova, mantenendo questo modello fino al 1945. In quell'anno, a causa di una crisi finanziaria derivante dalla svalutazione dei redditi, si ritenne non fosse più possibile sostenere ulteriormente l'attività. Nonostante fu fatto il tentativo di rilanciare tale attività nel 1961, attraverso l'approvazione di un nuovo statuto per l'opera intanto trasformata in fondazione, nel 1973 l'istituzione risultava ancora esistente ma già inattiva.

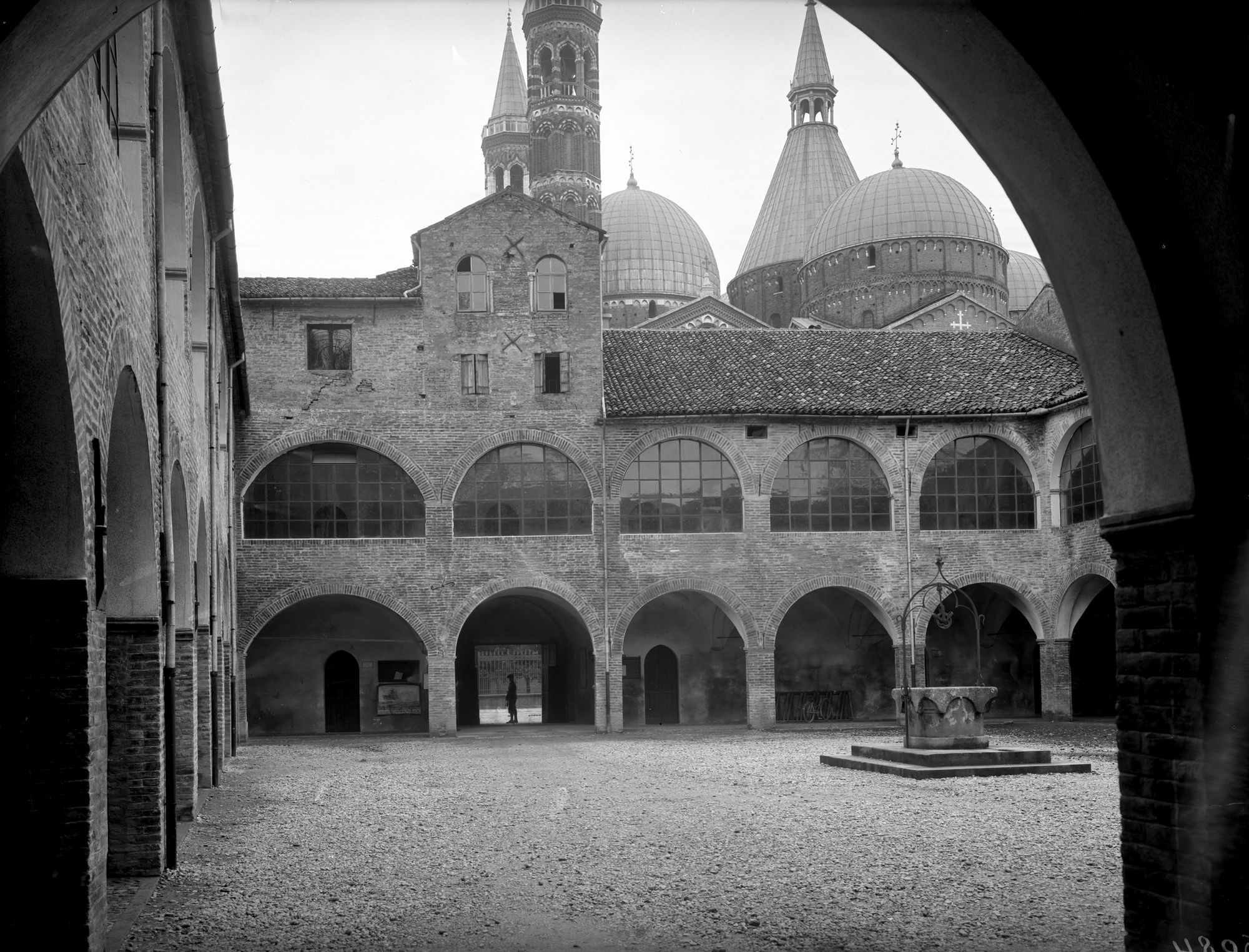
Il cortile interno del Collegio Pratense nel 1931

Nel 1922, parte del collegio venne acquistato da una società anonima legata a Don Giuseppe Paccagnella, grazie ad una donazione dell'Arca del Santo. Con il sostegno dell'allora vescovo Luigi Pellizzo, il sacerdote vi aprì la Casa Antoniana dei Buoni Fanciulli destinata all'accoglienza di orfani. L'iniziativa ebbe vita breve in quella sede a causa della rimozione di Pellizzo nel 1923 e la conseguente venuta meno del supporto diocesano all'iniziativa di Paccagnella. Trovata una nuova sede in Via Santonini, l'iniziativa di Paccagnella si trasformerà nel tempo in quello che è oggi il collegio universitario Cadelfa. Nel 1929 il controllo del collegio pratense fu assunto dalla MSVN che lo trasformò ancora una volta in caserma e gli diede il nome di Caserma Mussolini. Dopo la fine della seconda guerra mondiale, la struttura venne offerta all'Università di Padova dal Ministero della Difesa, data la volontà dell'ateneo di riaprire il collegio pratense. Tale progetto era particolarmente sostenuto dal rettore Egidio Meneghetti, il quale aveva affidato l'incarico di riadattare le strutture del collegio all'architetto Giulio Brunetta. Tuttavia, emerse presto che la struttura era di proprietà del Comune di Padova e che dunque non poteva essere trasferita. Il Comune deliberò la cessione al demanio della struttura nel 1959 ma il trasferimento si concluse solo un decennio dopo, e fu sancito dalla legge 469 del 1964. Nel frattempo il progetto di collegio era sfumato e la struttura rimase sotto il controllo dell'esercito. In un primo momento dopo la guerra essa assunse il nome di Caserma Martin, più tardi fu rinominata Caserma Barzon in onore di Angelo Barzon. Dopo la chiusura della caserma nel 2012 ed il trasferimento della struttura nelle mani del Comune a seguito dell'emissione delle norme sul federalismo demaniale, l'ex collegio è stato ceduto alla Cassa Depositi e Prestiti nel 2015 dall'amministrazione di Massimo Bitonci. A seguito della successiva messa in vendita della struttura da parte della Cassa, molte voci si sono levate auspicando un ritorno della struttura nelle mani dell'Università.

## Studenti noti
- Giano Teseo Casopero: di origini calabresi, fu studente di diritto e allievo del collegio pratense dal 1534 al 1537, anno della sua laurea. Nel corso dei suoi studi sviluppò un interesse particolare per le lettere, e pubblicò diversi componimenti poetici che lo resero una importante figura della lirica in lingua latina del Rinascimento[2].
- Silla Palladio: figlio del celebre Andrea Palladio, fu studente del collegio a partire dal 1563[23]. Non concluse mai gli studi in Lettere presso l'Università. Tuttavia alla morte del padre, in virtù del fatto che era "riconosciuto universalmente intendentissimo dell’arte, e diligentissimo"[24], gli succedette nel completamento del Teatro Olimpico di Vicenza[25].
- Domenico Marin: fu studente di Teologia all'Università e allievo del Pratense a fine cinquecento, laureandosi nel 1593. In seguito insegnò nella stessa Università e, più tardi, in qualità di consultore presso il tribunale dell'inquisizione di Concordia e Aquileia partecipò al processo intentato nei confronti di Menocchio.
- Girolamo Ortis: studente del Pratense, si suicidò nella notte del 29 marzo 1796 poco tempo prima della sua laurea in medicina. La tragica fine avvenne nella sua stanza nel collegio, dove si inflisse due colpi di pugnale, uno al petto e l'altro alla gola. La sua morte fu scoperta la mattina successiva. L'abate Gennari, noto cronista Padovano, registrò l'evento scrivendo "Questa mattina nel collegio pratense si trovò nel proprio sangue per due ferite un giovane friulano, scolare di medicina del quarto anno, le quali ferite si diede egli stesso con un coltellino non si sa da quali cagioni mosso"[26]. Ortis fu sepolto nella cripta della chiesa di San Lorenzo, situata nelle vicinanze. È interessante notare che Ugo Foscolo, sebbene si sia ispirato alla storia del giovane per il suo famoso romanzo epistolare, non ebbe mai un incontro personale con lui (in proposito si veda il paragrafo "Perché Ortis?" alla voce Girolamo Ortis). Nel romanzo, Foscolo cambiò il nome del giovane in Jacopo Ortis[27].
- Carlo Agnoletti: allievo del collegio a metà ottocento, studiò filologia presso l'università. Dopo essere diventato sacerdote, nel 1874, si dedicò sia alla carriera ecclesiastica che agli studi filologici e storici. In virtù della sua attività di studio, fu membro di varie istituzioni culturali come la Deputazione veneta di storia patria, l'Ateneo di Treviso e la Real academia de Buenas Letras di Barcellona.